# 加藤じろう
加藤 じろう（かとう じろう、1969年4月13日 - ）は、東京都調布市出身のフリーランスアナウンサー。一部の番組ではTCP Artistと業務提携をしている。本名は加藤 次朗。

## 人物
スカイ・A（朝日放送の衛星テレビ局）、EXスポーツ、八戸テレビなどが中継しているアジアリーグアイスホッケー（日本アイスホッケーリーグも含む）や、スポーツアイESPNやJ SPORTSで放送していたNHLアイスホッケーの実況を全て担当。
またソチオリンピックでも、ジャパンコンソーシアムが放送しない男子アイスホッケーの試合の生放送をNOTTVで全試合実況するなどして、ウインタースポーツファンも認める氷上の格闘技の「語りべ」。
アイスホッケーだけでなく、野球（NPB、MLB、社会人、高校）、バスケットボール（NBA、Bリーグ、スーパーリーグ）、バレーボール、アメリカンフットボール、キックボクシング、フィギュアスケートなど、様々なスポーツの実況を幅広く担当している。
東北楽天ゴールデンイーグルスの生中継の実況で用いて、「スリーマウンテンズ」の名づけ親となったり、Jキックボクシングでは、ファイヤー原田の独特な日本語を、あえて日本語に翻訳し直してリングインタビューを行うなど、多くの逸話を残していた。
しかし近年は、AbemaTVやニコニコ生放送などで実況を担当。実況を進めながら視聴者からのコメントをいじるスタイルが好評で、他のアナウンサーの担当試合よりもコメント数が多く人気を博している。
元々はフリーライター出身なので、スポーツや音楽記事の執筆もしているが、長年観戦し続けている熱心なアイスホッケーファンが待望するアジアリーグアイスホッケーのオフィシャルプログラムで、シーズン展望や注目選手の記事を担当。アジアリーグ開始以前の日本アイスホッケーリーグでも、オフィシャルプログラムの記事執筆を担当していた。最近は海外メディアでのアイスホッケー記事の執筆も担当している。
2016年からは、ヤフーニュースで、氷上の格闘技の語りべ・加藤じろうがアイスホッケーを「語る」！ のタイトルでページが設けられ、独自の視点から国内外のアイスホッケーら話題を伝えている。
アイスホッケーに限らず、アイススレッジホッケー（パラアイスホッケー）では、国際大会の公式アナウンサーを長く担当。
バンクーバーパラリンピックと、平昌パラリンピックの中継では、NHKの解説者を担当した。
一方でソチパラリンピックや世界選手権では、スカパーライブのメインアナウンサーとして、決勝戦などメインゲームの実況を担当していた。

## 主な出演番組
- アジアリーグアイスホッケー（スカイA、EXスポーツなど）
- National Hoceky League （J SPORTSなど）
- プロ野球（日テレプラス、スカイ・A、GAORA、FOXスポーツ、J SPORTS、AbemaTV など）
- MLB（スカイパーフェクTV!、DAZN など）
- NBA（楽天TV、WOWOW）
- 都市対抗野球（GAORA、J SPORTSなど）